# After Everything Now This
After Everything Now This è un album in studio del gruppo rock australiano The Church, pubblicato nel 2002.

## Tracce
1. Numbers – 4:29
2. After Everything – 6:01
3. The Awful Ache – 5:17
4. Song for the Asking – 5:08
5. Chromium – 3:44
6. Radiance – 5:59
7. Reprieve – 5:40
8. Night Friends – 7:20
9. Seen It Coming – 4:58
10. Invisible – 7:48